# Campeonato Paulista de Futebol de 2017 - Série A1
A Série A1 do Campeonato Paulista de Futebol de 2017, ou Paulistão Itaipava 2017, por motivos de patrocínio, foi a 77.ª edição do campeonato organizado pela Federação Paulista de Futebol da principal divisão do futebol paulista.
O campeão da competição foi o Corinthians, que levou a melhor nas finais sobre a vice-campeã Ponte Preta.
A competição foi realizada e organizada pela Federação Paulista de Futebol e disputada por dezesseis clubes entre os dias 18 de janeiro e 7 de maio. Em princípio, estava prevista a estreia para o dia 21 de janeiro, porém, o acidente do Voo 2933 da LaMia, o qual vitimou a equipe da Chapecoense na Colômbia fez com que houvesse o adiamento.

## Regulamento
O campeonato foi disputado por dezesseis clubes divididos em quatro grupos. Na primeira fase, os times enfrentaram apenas os clubes dos outros grupos, totalizando doze rodadas. Os dois melhores classificados de cada chave avançaram às quartas-de-final, que foram disputadas em dois jogos, com o mando de campo do clube de melhor campanha na primeira fase. Em caso de empate no tempo regulamentar, o confronto seria decidido nas penalidades. As semifinais e finais aconteceram em dois jogos e, em caso de empate em pontos (uma vitória para cada time ou dois empates), o primeiro critério de desempate era o saldo de gols na fase final. Os dois primeiros colocados e o vencedor do Troféu do Interior ganharam o direito de disputar a Copa do Brasil de 2018. Os dois times que somarem menos pontos na primeira fase foram rebaixados, independentemente dos grupos em que jogaram. Também ficou decidida a volta do Troféu do Interior, que ganhou uma importância maior, ao dar para o time vencedor uma vaga na Copa do Brasil, sendo que os quatro grandes (Palmeiras, Corinthians, São Paulo e Santos) não poderão participar do torneio. Os classificados terão que ficar entre a 9ª e a 14ª colocação na tabela de classificação. Além disso, os três clubes mais bem classificados que não pertenciam a nenhuma divisão do Campeonato Brasileiro ganharam vaga na Série D de 2018. Caso entre esses estivessem os times da capital (Palmeiras, Corinthians e São Paulo) ou Santos, ou a Ponte Preta  eles estarão automaticamente fora da disputa, abrindo espaço para um time do interior.

### Critérios de desempate
Caso houvesse empate de pontos entre dois clubes, os critérios de desempates eram aplicados na seguinte ordem:

1. Número de vitórias

2. Saldo de gols

3. Gols marcados

4. Número de cartões vermelhos

5. Número de cartões amarelos

6. Sorteio

## Equipes participantes
| Equipe                             | Cidade                | Em 2016 | Estádio                   | Capacidade | Títulos              |
| ---------------------------------- | --------------------- | ------- | ------------------------- | ---------- | -------------------- |
| Grêmio Osasco Audax                | Osasco                | 2°      | José Liberatti            | 17 430     | 0                    |
| Botafogo Futebol Clube             | Ribeirão Preto        | 13º     | Santa Cruz                | 29 292     | 0                    |
| Sport Club Corinthians Paulista    | São Paulo             | 3º      | Arena Corinthians         | 47 065     | 29 ( último em 2018) |
| Associação Ferroviária de Esportes | Araraquara            | 14º     | Fonte Luminosa            | 20 000     | 0                    |
| Ituano Futebol Clube               | Itu                   | 10º     | Novelli Júnior            | 18 560     | 2 (último em 2014)   |
| Clube Atlético Linense             | Lins                  | 12º     | Gilberto Siqueira Lopes   | 15 770     | 0                    |
| Mirassol Futebol Clube             | Mirassol              | 2º (A2) | José Maria de Campos Maia | 15 000     | 0                    |
| Grêmio Novorizontino               | Novo Horizonte        | 11º     | Jorge Ismael de Biasi     | 12 398     | 0                    |
| Sociedade Esportiva Palmeiras      | São Paulo             | 4º      | Allianz Parque            | 43 713     | 22 (último em 2008)  |
| Associação Atlética Ponte Preta    | Campinas              | 9º      | Moisés Lucarelli          | 19 728     | 0                    |
| Red Bull Brasil                    | Campinas              | 7º      | Moisés Lucarelli          | 19 728     | 0                    |
| Esporte Clube Santo André          | Santo André           | 1º (A2) | Bruno José Daniel         | 8 000      | 0                    |
| Santos Futebol Clube               | Santos                | 1º      | Vila Belmiro              | 16 798     | 22 (último em 2016)  |
| Esporte Clube São Bento            | Sorocaba              | 5º      | Walter Ribeiro            | 13 772     | 0                    |
| São Bernardo Futebol Clube         | São Bernardo do Campo | 6º      | Primeiro de Maio          | 13 440     | 0                    |
| São Paulo Futebol Clube            | São Paulo             | 8º      | Morumbi                   | 72 039     | 21 (último em 2005)  |

## Estádios
| | Audax | Botafogo-SP | Corinthians | Ferroviária |                         |
| --- | --- | --- | --- | --- | ----------------------- |
| José Liberatti | Santa Cruz | Arena Corinthians | Arena da Fonte | |                         |
| Capacidade: 17 430 | Capacidade: 29 292 | Capacidade: 47 605 | Capacidade: 20 000 | |                         |
| | | | | |                         |
| Ituano | \| Ituano São Bernardo Mirassol Audax São Bento São Paulo Campinas Novorizontino Linense Botafogo Santos Ferroviária Santo André Equipes de Campinas: Ponte Preta Red Bull Equipes de São Paulo: Palmeiras São Paulo CorinthiansLocalização das equipes participantes da Série A1 de 2017. Grupos: A / B / C / D \| | \| Ituano São Bernardo Mirassol Audax São Bento São Paulo Campinas Novorizontino Linense Botafogo Santos Ferroviária Santo André Equipes de Campinas: Ponte Preta Red Bull Equipes de São Paulo: Palmeiras São Paulo CorinthiansLocalização das equipes participantes da Série A1 de 2017. Grupos: A / B / C / D \| | \| Ituano São Bernardo Mirassol Audax São Bento São Paulo Campinas Novorizontino Linense Botafogo Santos Ferroviária Santo André Equipes de Campinas: Ponte Preta Red Bull Equipes de São Paulo: Palmeiras São Paulo CorinthiansLocalização das equipes participantes da Série A1 de 2017. Grupos: A / B / C / D \| | \| Ituano São Bernardo Mirassol Audax São Bento São Paulo Campinas Novorizontino Linense Botafogo Santos Ferroviária Santo André Equipes de Campinas: Ponte Preta Red Bull Equipes de São Paulo: Palmeiras São Paulo CorinthiansLocalização das equipes participantes da Série A1 de 2017. Grupos: A / B / C / D \| | Linense                 |
| Novelli Júnior | \| Ituano São Bernardo Mirassol Audax São Bento São Paulo Campinas Novorizontino Linense Botafogo Santos Ferroviária Santo André Equipes de Campinas: Ponte Preta Red Bull Equipes de São Paulo: Palmeiras São Paulo CorinthiansLocalização das equipes participantes da Série A1 de 2017. Grupos: A / B / C / D \| | \| Ituano São Bernardo Mirassol Audax São Bento São Paulo Campinas Novorizontino Linense Botafogo Santos Ferroviária Santo André Equipes de Campinas: Ponte Preta Red Bull Equipes de São Paulo: Palmeiras São Paulo CorinthiansLocalização das equipes participantes da Série A1 de 2017. Grupos: A / B / C / D \| | \| Ituano São Bernardo Mirassol Audax São Bento São Paulo Campinas Novorizontino Linense Botafogo Santos Ferroviária Santo André Equipes de Campinas: Ponte Preta Red Bull Equipes de São Paulo: Palmeiras São Paulo CorinthiansLocalização das equipes participantes da Série A1 de 2017. Grupos: A / B / C / D \| | \| Ituano São Bernardo Mirassol Audax São Bento São Paulo Campinas Novorizontino Linense Botafogo Santos Ferroviária Santo André Equipes de Campinas: Ponte Preta Red Bull Equipes de São Paulo: Palmeiras São Paulo CorinthiansLocalização das equipes participantes da Série A1 de 2017. Grupos: A / B / C / D \| | Gilberto Siqueira Lopes |
| Capacidade: 18 560 | \| Ituano São Bernardo Mirassol Audax São Bento São Paulo Campinas Novorizontino Linense Botafogo Santos Ferroviária Santo André Equipes de Campinas: Ponte Preta Red Bull Equipes de São Paulo: Palmeiras São Paulo CorinthiansLocalização das equipes participantes da Série A1 de 2017. Grupos: A / B / C / D \| | \| Ituano São Bernardo Mirassol Audax São Bento São Paulo Campinas Novorizontino Linense Botafogo Santos Ferroviária Santo André Equipes de Campinas: Ponte Preta Red Bull Equipes de São Paulo: Palmeiras São Paulo CorinthiansLocalização das equipes participantes da Série A1 de 2017. Grupos: A / B / C / D \| | \| Ituano São Bernardo Mirassol Audax São Bento São Paulo Campinas Novorizontino Linense Botafogo Santos Ferroviária Santo André Equipes de Campinas: Ponte Preta Red Bull Equipes de São Paulo: Palmeiras São Paulo CorinthiansLocalização das equipes participantes da Série A1 de 2017. Grupos: A / B / C / D \| | \| Ituano São Bernardo Mirassol Audax São Bento São Paulo Campinas Novorizontino Linense Botafogo Santos Ferroviária Santo André Equipes de Campinas: Ponte Preta Red Bull Equipes de São Paulo: Palmeiras São Paulo CorinthiansLocalização das equipes participantes da Série A1 de 2017. Grupos: A / B / C / D \| | Capacidade: 15 770      |
| | \| Ituano São Bernardo Mirassol Audax São Bento São Paulo Campinas Novorizontino Linense Botafogo Santos Ferroviária Santo André Equipes de Campinas: Ponte Preta Red Bull Equipes de São Paulo: Palmeiras São Paulo CorinthiansLocalização das equipes participantes da Série A1 de 2017. Grupos: A / B / C / D \| | \| Ituano São Bernardo Mirassol Audax São Bento São Paulo Campinas Novorizontino Linense Botafogo Santos Ferroviária Santo André Equipes de Campinas: Ponte Preta Red Bull Equipes de São Paulo: Palmeiras São Paulo CorinthiansLocalização das equipes participantes da Série A1 de 2017. Grupos: A / B / C / D \| | \| Ituano São Bernardo Mirassol Audax São Bento São Paulo Campinas Novorizontino Linense Botafogo Santos Ferroviária Santo André Equipes de Campinas: Ponte Preta Red Bull Equipes de São Paulo: Palmeiras São Paulo CorinthiansLocalização das equipes participantes da Série A1 de 2017. Grupos: A / B / C / D \| | \| Ituano São Bernardo Mirassol Audax São Bento São Paulo Campinas Novorizontino Linense Botafogo Santos Ferroviária Santo André Equipes de Campinas: Ponte Preta Red Bull Equipes de São Paulo: Palmeiras São Paulo CorinthiansLocalização das equipes participantes da Série A1 de 2017. Grupos: A / B / C / D \| |                         |
| Mirassol | \| Ituano São Bernardo Mirassol Audax São Bento São Paulo Campinas Novorizontino Linense Botafogo Santos Ferroviária Santo André Equipes de Campinas: Ponte Preta Red Bull Equipes de São Paulo: Palmeiras São Paulo CorinthiansLocalização das equipes participantes da Série A1 de 2017. Grupos: A / B / C / D \| | \| Ituano São Bernardo Mirassol Audax São Bento São Paulo Campinas Novorizontino Linense Botafogo Santos Ferroviária Santo André Equipes de Campinas: Ponte Preta Red Bull Equipes de São Paulo: Palmeiras São Paulo CorinthiansLocalização das equipes participantes da Série A1 de 2017. Grupos: A / B / C / D \| | \| Ituano São Bernardo Mirassol Audax São Bento São Paulo Campinas Novorizontino Linense Botafogo Santos Ferroviária Santo André Equipes de Campinas: Ponte Preta Red Bull Equipes de São Paulo: Palmeiras São Paulo CorinthiansLocalização das equipes participantes da Série A1 de 2017. Grupos: A / B / C / D \| | \| Ituano São Bernardo Mirassol Audax São Bento São Paulo Campinas Novorizontino Linense Botafogo Santos Ferroviária Santo André Equipes de Campinas: Ponte Preta Red Bull Equipes de São Paulo: Palmeiras São Paulo CorinthiansLocalização das equipes participantes da Série A1 de 2017. Grupos: A / B / C / D \| | Novorizontino           |
| José Maria de Campos Maia | \| Ituano São Bernardo Mirassol Audax São Bento São Paulo Campinas Novorizontino Linense Botafogo Santos Ferroviária Santo André Equipes de Campinas: Ponte Preta Red Bull Equipes de São Paulo: Palmeiras São Paulo CorinthiansLocalização das equipes participantes da Série A1 de 2017. Grupos: A / B / C / D \| | \| Ituano São Bernardo Mirassol Audax São Bento São Paulo Campinas Novorizontino Linense Botafogo Santos Ferroviária Santo André Equipes de Campinas: Ponte Preta Red Bull Equipes de São Paulo: Palmeiras São Paulo CorinthiansLocalização das equipes participantes da Série A1 de 2017. Grupos: A / B / C / D \| | \| Ituano São Bernardo Mirassol Audax São Bento São Paulo Campinas Novorizontino Linense Botafogo Santos Ferroviária Santo André Equipes de Campinas: Ponte Preta Red Bull Equipes de São Paulo: Palmeiras São Paulo CorinthiansLocalização das equipes participantes da Série A1 de 2017. Grupos: A / B / C / D \| | \| Ituano São Bernardo Mirassol Audax São Bento São Paulo Campinas Novorizontino Linense Botafogo Santos Ferroviária Santo André Equipes de Campinas: Ponte Preta Red Bull Equipes de São Paulo: Palmeiras São Paulo CorinthiansLocalização das equipes participantes da Série A1 de 2017. Grupos: A / B / C / D \| | Jorge Ismael de Biase   |
| Capacidade: 15 000 | \| Ituano São Bernardo Mirassol Audax São Bento São Paulo Campinas Novorizontino Linense Botafogo Santos Ferroviária Santo André Equipes de Campinas: Ponte Preta Red Bull Equipes de São Paulo: Palmeiras São Paulo CorinthiansLocalização das equipes participantes da Série A1 de 2017. Grupos: A / B / C / D \| | \| Ituano São Bernardo Mirassol Audax São Bento São Paulo Campinas Novorizontino Linense Botafogo Santos Ferroviária Santo André Equipes de Campinas: Ponte Preta Red Bull Equipes de São Paulo: Palmeiras São Paulo CorinthiansLocalização das equipes participantes da Série A1 de 2017. Grupos: A / B / C / D \| | \| Ituano São Bernardo Mirassol Audax São Bento São Paulo Campinas Novorizontino Linense Botafogo Santos Ferroviária Santo André Equipes de Campinas: Ponte Preta Red Bull Equipes de São Paulo: Palmeiras São Paulo CorinthiansLocalização das equipes participantes da Série A1 de 2017. Grupos: A / B / C / D \| | \| Ituano São Bernardo Mirassol Audax São Bento São Paulo Campinas Novorizontino Linense Botafogo Santos Ferroviária Santo André Equipes de Campinas: Ponte Preta Red Bull Equipes de São Paulo: Palmeiras São Paulo CorinthiansLocalização das equipes participantes da Série A1 de 2017. Grupos: A / B / C / D \| | Capacidade: 12 398      |
| | \| Ituano São Bernardo Mirassol Audax São Bento São Paulo Campinas Novorizontino Linense Botafogo Santos Ferroviária Santo André Equipes de Campinas: Ponte Preta Red Bull Equipes de São Paulo: Palmeiras São Paulo CorinthiansLocalização das equipes participantes da Série A1 de 2017. Grupos: A / B / C / D \| | \| Ituano São Bernardo Mirassol Audax São Bento São Paulo Campinas Novorizontino Linense Botafogo Santos Ferroviária Santo André Equipes de Campinas: Ponte Preta Red Bull Equipes de São Paulo: Palmeiras São Paulo CorinthiansLocalização das equipes participantes da Série A1 de 2017. Grupos: A / B / C / D \| | \| Ituano São Bernardo Mirassol Audax São Bento São Paulo Campinas Novorizontino Linense Botafogo Santos Ferroviária Santo André Equipes de Campinas: Ponte Preta Red Bull Equipes de São Paulo: Palmeiras São Paulo CorinthiansLocalização das equipes participantes da Série A1 de 2017. Grupos: A / B / C / D \| | \| Ituano São Bernardo Mirassol Audax São Bento São Paulo Campinas Novorizontino Linense Botafogo Santos Ferroviária Santo André Equipes de Campinas: Ponte Preta Red Bull Equipes de São Paulo: Palmeiras São Paulo CorinthiansLocalização das equipes participantes da Série A1 de 2017. Grupos: A / B / C / D \| |                         |
| Palmeiras | \| Ituano São Bernardo Mirassol Audax São Bento São Paulo Campinas Novorizontino Linense Botafogo Santos Ferroviária Santo André Equipes de Campinas: Ponte Preta Red Bull Equipes de São Paulo: Palmeiras São Paulo CorinthiansLocalização das equipes participantes da Série A1 de 2017. Grupos: A / B / C / D \| | \| Ituano São Bernardo Mirassol Audax São Bento São Paulo Campinas Novorizontino Linense Botafogo Santos Ferroviária Santo André Equipes de Campinas: Ponte Preta Red Bull Equipes de São Paulo: Palmeiras São Paulo CorinthiansLocalização das equipes participantes da Série A1 de 2017. Grupos: A / B / C / D \| | \| Ituano São Bernardo Mirassol Audax São Bento São Paulo Campinas Novorizontino Linense Botafogo Santos Ferroviária Santo André Equipes de Campinas: Ponte Preta Red Bull Equipes de São Paulo: Palmeiras São Paulo CorinthiansLocalização das equipes participantes da Série A1 de 2017. Grupos: A / B / C / D \| | \| Ituano São Bernardo Mirassol Audax São Bento São Paulo Campinas Novorizontino Linense Botafogo Santos Ferroviária Santo André Equipes de Campinas: Ponte Preta Red Bull Equipes de São Paulo: Palmeiras São Paulo CorinthiansLocalização das equipes participantes da Série A1 de 2017. Grupos: A / B / C / D \| | Ponte Preta             |
| Allianz Parque | \| Ituano São Bernardo Mirassol Audax São Bento São Paulo Campinas Novorizontino Linense Botafogo Santos Ferroviária Santo André Equipes de Campinas: Ponte Preta Red Bull Equipes de São Paulo: Palmeiras São Paulo CorinthiansLocalização das equipes participantes da Série A1 de 2017. Grupos: A / B / C / D \| | \| Ituano São Bernardo Mirassol Audax São Bento São Paulo Campinas Novorizontino Linense Botafogo Santos Ferroviária Santo André Equipes de Campinas: Ponte Preta Red Bull Equipes de São Paulo: Palmeiras São Paulo CorinthiansLocalização das equipes participantes da Série A1 de 2017. Grupos: A / B / C / D \| | \| Ituano São Bernardo Mirassol Audax São Bento São Paulo Campinas Novorizontino Linense Botafogo Santos Ferroviária Santo André Equipes de Campinas: Ponte Preta Red Bull Equipes de São Paulo: Palmeiras São Paulo CorinthiansLocalização das equipes participantes da Série A1 de 2017. Grupos: A / B / C / D \| | \| Ituano São Bernardo Mirassol Audax São Bento São Paulo Campinas Novorizontino Linense Botafogo Santos Ferroviária Santo André Equipes de Campinas: Ponte Preta Red Bull Equipes de São Paulo: Palmeiras São Paulo CorinthiansLocalização das equipes participantes da Série A1 de 2017. Grupos: A / B / C / D \| | Moisés Lucarelli        |
| Capacidade: 43 713 | \| Ituano São Bernardo Mirassol Audax São Bento São Paulo Campinas Novorizontino Linense Botafogo Santos Ferroviária Santo André Equipes de Campinas: Ponte Preta Red Bull Equipes de São Paulo: Palmeiras São Paulo CorinthiansLocalização das equipes participantes da Série A1 de 2017. Grupos: A / B / C / D \| | \| Ituano São Bernardo Mirassol Audax São Bento São Paulo Campinas Novorizontino Linense Botafogo Santos Ferroviária Santo André Equipes de Campinas: Ponte Preta Red Bull Equipes de São Paulo: Palmeiras São Paulo CorinthiansLocalização das equipes participantes da Série A1 de 2017. Grupos: A / B / C / D \| | \| Ituano São Bernardo Mirassol Audax São Bento São Paulo Campinas Novorizontino Linense Botafogo Santos Ferroviária Santo André Equipes de Campinas: Ponte Preta Red Bull Equipes de São Paulo: Palmeiras São Paulo CorinthiansLocalização das equipes participantes da Série A1 de 2017. Grupos: A / B / C / D \| | \| Ituano São Bernardo Mirassol Audax São Bento São Paulo Campinas Novorizontino Linense Botafogo Santos Ferroviária Santo André Equipes de Campinas: Ponte Preta Red Bull Equipes de São Paulo: Palmeiras São Paulo CorinthiansLocalização das equipes participantes da Série A1 de 2017. Grupos: A / B / C / D \| | Capacidade: 19 728      |
| | \| Ituano São Bernardo Mirassol Audax São Bento São Paulo Campinas Novorizontino Linense Botafogo Santos Ferroviária Santo André Equipes de Campinas: Ponte Preta Red Bull Equipes de São Paulo: Palmeiras São Paulo CorinthiansLocalização das equipes participantes da Série A1 de 2017. Grupos: A / B / C / D \| | \| Ituano São Bernardo Mirassol Audax São Bento São Paulo Campinas Novorizontino Linense Botafogo Santos Ferroviária Santo André Equipes de Campinas: Ponte Preta Red Bull Equipes de São Paulo: Palmeiras São Paulo CorinthiansLocalização das equipes participantes da Série A1 de 2017. Grupos: A / B / C / D \| | \| Ituano São Bernardo Mirassol Audax São Bento São Paulo Campinas Novorizontino Linense Botafogo Santos Ferroviária Santo André Equipes de Campinas: Ponte Preta Red Bull Equipes de São Paulo: Palmeiras São Paulo CorinthiansLocalização das equipes participantes da Série A1 de 2017. Grupos: A / B / C / D \| | \| Ituano São Bernardo Mirassol Audax São Bento São Paulo Campinas Novorizontino Linense Botafogo Santos Ferroviária Santo André Equipes de Campinas: Ponte Preta Red Bull Equipes de São Paulo: Palmeiras São Paulo CorinthiansLocalização das equipes participantes da Série A1 de 2017. Grupos: A / B / C / D \| |                         |
| Red Bull Brasil | \| Ituano São Bernardo Mirassol Audax São Bento São Paulo Campinas Novorizontino Linense Botafogo Santos Ferroviária Santo André Equipes de Campinas: Ponte Preta Red Bull Equipes de São Paulo: Palmeiras São Paulo CorinthiansLocalização das equipes participantes da Série A1 de 2017. Grupos: A / B / C / D \| | \| Ituano São Bernardo Mirassol Audax São Bento São Paulo Campinas Novorizontino Linense Botafogo Santos Ferroviária Santo André Equipes de Campinas: Ponte Preta Red Bull Equipes de São Paulo: Palmeiras São Paulo CorinthiansLocalização das equipes participantes da Série A1 de 2017. Grupos: A / B / C / D \| | \| Ituano São Bernardo Mirassol Audax São Bento São Paulo Campinas Novorizontino Linense Botafogo Santos Ferroviária Santo André Equipes de Campinas: Ponte Preta Red Bull Equipes de São Paulo: Palmeiras São Paulo CorinthiansLocalização das equipes participantes da Série A1 de 2017. Grupos: A / B / C / D \| | \| Ituano São Bernardo Mirassol Audax São Bento São Paulo Campinas Novorizontino Linense Botafogo Santos Ferroviária Santo André Equipes de Campinas: Ponte Preta Red Bull Equipes de São Paulo: Palmeiras São Paulo CorinthiansLocalização das equipes participantes da Série A1 de 2017. Grupos: A / B / C / D \| | Santo André             |
| Moisés Lucarelli | \| Ituano São Bernardo Mirassol Audax São Bento São Paulo Campinas Novorizontino Linense Botafogo Santos Ferroviária Santo André Equipes de Campinas: Ponte Preta Red Bull Equipes de São Paulo: Palmeiras São Paulo CorinthiansLocalização das equipes participantes da Série A1 de 2017. Grupos: A / B / C / D \| | \| Ituano São Bernardo Mirassol Audax São Bento São Paulo Campinas Novorizontino Linense Botafogo Santos Ferroviária Santo André Equipes de Campinas: Ponte Preta Red Bull Equipes de São Paulo: Palmeiras São Paulo CorinthiansLocalização das equipes participantes da Série A1 de 2017. Grupos: A / B / C / D \| | \| Ituano São Bernardo Mirassol Audax São Bento São Paulo Campinas Novorizontino Linense Botafogo Santos Ferroviária Santo André Equipes de Campinas: Ponte Preta Red Bull Equipes de São Paulo: Palmeiras São Paulo CorinthiansLocalização das equipes participantes da Série A1 de 2017. Grupos: A / B / C / D \| | \| Ituano São Bernardo Mirassol Audax São Bento São Paulo Campinas Novorizontino Linense Botafogo Santos Ferroviária Santo André Equipes de Campinas: Ponte Preta Red Bull Equipes de São Paulo: Palmeiras São Paulo CorinthiansLocalização das equipes participantes da Série A1 de 2017. Grupos: A / B / C / D \| | Bruno José Daniel       |
| Capacidade: 19 728 | \| Ituano São Bernardo Mirassol Audax São Bento São Paulo Campinas Novorizontino Linense Botafogo Santos Ferroviária Santo André Equipes de Campinas: Ponte Preta Red Bull Equipes de São Paulo: Palmeiras São Paulo CorinthiansLocalização das equipes participantes da Série A1 de 2017. Grupos: A / B / C / D \| | \| Ituano São Bernardo Mirassol Audax São Bento São Paulo Campinas Novorizontino Linense Botafogo Santos Ferroviária Santo André Equipes de Campinas: Ponte Preta Red Bull Equipes de São Paulo: Palmeiras São Paulo CorinthiansLocalização das equipes participantes da Série A1 de 2017. Grupos: A / B / C / D \| | \| Ituano São Bernardo Mirassol Audax São Bento São Paulo Campinas Novorizontino Linense Botafogo Santos Ferroviária Santo André Equipes de Campinas: Ponte Preta Red Bull Equipes de São Paulo: Palmeiras São Paulo CorinthiansLocalização das equipes participantes da Série A1 de 2017. Grupos: A / B / C / D \| | \| Ituano São Bernardo Mirassol Audax São Bento São Paulo Campinas Novorizontino Linense Botafogo Santos Ferroviária Santo André Equipes de Campinas: Ponte Preta Red Bull Equipes de São Paulo: Palmeiras São Paulo CorinthiansLocalização das equipes participantes da Série A1 de 2017. Grupos: A / B / C / D \| | Capacidade: 8 000       |
| | \| Ituano São Bernardo Mirassol Audax São Bento São Paulo Campinas Novorizontino Linense Botafogo Santos Ferroviária Santo André Equipes de Campinas: Ponte Preta Red Bull Equipes de São Paulo: Palmeiras São Paulo CorinthiansLocalização das equipes participantes da Série A1 de 2017. Grupos: A / B / C / D \| | \| Ituano São Bernardo Mirassol Audax São Bento São Paulo Campinas Novorizontino Linense Botafogo Santos Ferroviária Santo André Equipes de Campinas: Ponte Preta Red Bull Equipes de São Paulo: Palmeiras São Paulo CorinthiansLocalização das equipes participantes da Série A1 de 2017. Grupos: A / B / C / D \| | \| Ituano São Bernardo Mirassol Audax São Bento São Paulo Campinas Novorizontino Linense Botafogo Santos Ferroviária Santo André Equipes de Campinas: Ponte Preta Red Bull Equipes de São Paulo: Palmeiras São Paulo CorinthiansLocalização das equipes participantes da Série A1 de 2017. Grupos: A / B / C / D \| | \| Ituano São Bernardo Mirassol Audax São Bento São Paulo Campinas Novorizontino Linense Botafogo Santos Ferroviária Santo André Equipes de Campinas: Ponte Preta Red Bull Equipes de São Paulo: Palmeiras São Paulo CorinthiansLocalização das equipes participantes da Série A1 de 2017. Grupos: A / B / C / D \| |                         |
| | Santos | São Bento | São Bernardo | São Paulo |                         |
| Vila Belmiro | Walter Ribeiro | Primeiro de Maio | Morumbi | |                         |
| Capacidade: 16 798 | Capacidade: 13 772 | Capacidade: 13 440 | Capacidade: 72 039 | |                         |
| | | | | |                         |
| Ituano São Bernardo Mirassol Audax São Bento São Paulo Campinas Novorizontino Linense Botafogo Santos Ferroviária Santo André Equipes de Campinas: Ponte Preta Red Bull Equipes de São Paulo: Palmeiras São Paulo CorinthiansLocalização das equipes participantes da Série A1 de 2017. Grupos: A / B / C / D | | | | |                         |

### Outros estádios

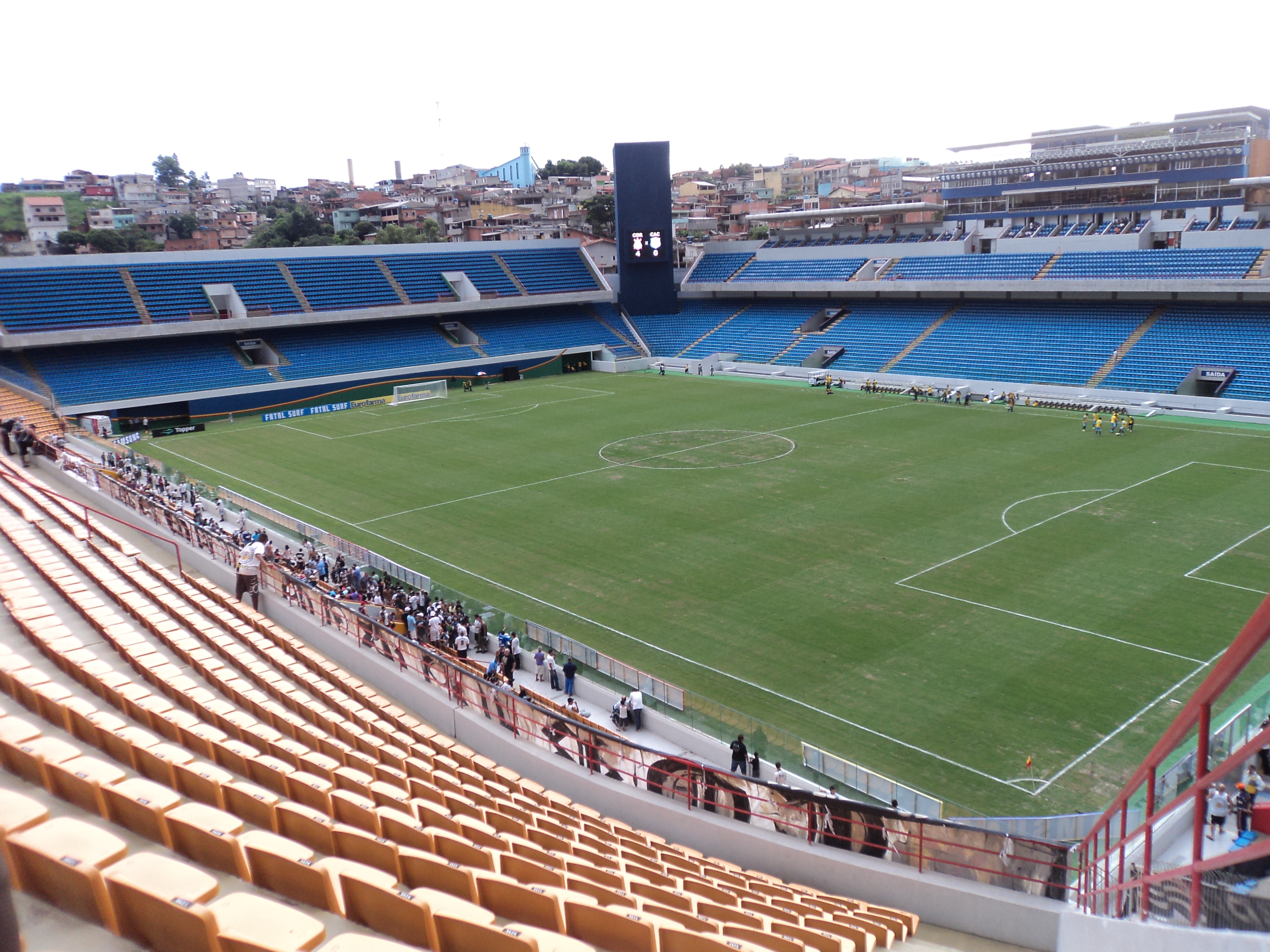
Arena Barueri (Barueri)
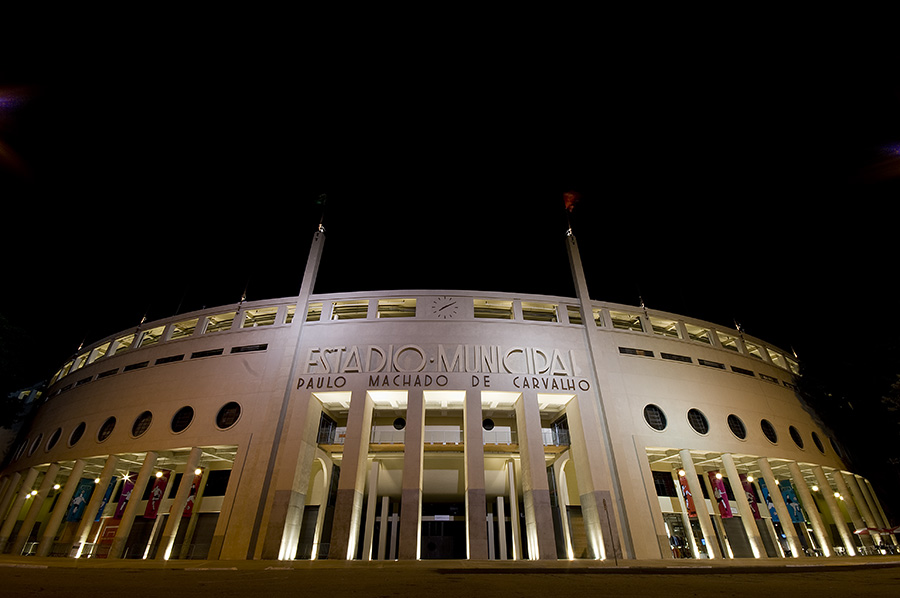
Pacaembu (São Paulo)

## Primeira fase

### Grupo A
|  | v d e |

### Grupo B
|  | v d e |

### Grupo C
|  | v d e |

### Grupo D
|  | v d e |

## Confrontos (primeira fase)
|                 | AUD | BOT | COR | FER | ITU | LIN | MIR | NOV | PAL | PON | RBB | SAD | SAN | SBN | SBE | SPA |
| --------------- | --- | --- | --- | --- | --- | --- | --- | --- | --- | --- | --- | --- | --- | --- | --- | --- |
| Audax           | —   |     | 0–1 |     | 4–1 |     |     |     |     |     | 1–2 | 1–2 |     | 0–1 |     | 4–2 |
| Botafogo        | 3–1 | —   |     | 0–0 |     |     | 3–1 | 2–1 |     | 1–2 |     |     |     |     |     | 1–1 |
| Corinthians     |     |     | —   |     |     | 3–1 |     | 1–0 | 1–0 |     | 1–1 | 0–2 | 1–0 |     |     |     |
| Ferroviária     | 1–1 |     | 1–0 | —   | 3–1 |     | 1–3 |     |     |     |     | 1–1 |     | 0–1 |     |     |
| Ituano          |     |     |     |     | —   | 5–1 |     |     | 1–0 | 0–1 | 0–0 |     | 0–0 | 1–0 |     |     |
| Linense         | 2–0 | 0–0 |     |     |     | —   |     | 3–2 | 0–4 | 2–2 |     |     |     |     | 1–0 |     |
| Mirassol        |     |     | 2–3 |     | 1–1 | 3–1 | —   |     |     |     | 2–0 | 2–3 |     | 0–1 |     |     |
| Novorizontino   | 2–2 |     |     | 2–0 | 1–0 |     | 0–0 | —   |     |     |     |     |     |     | 3–2 | 2–2 |
| Palmeiras       | 2–2 | 1–0 |     | 4–1 |     |     | 2–0 |     | —   |     |     |     |     |     | 2–0 | 3–0 |
| Ponte Preta     |     |     | 1–1 | 2–1 |     |     |     | 1–2 | 1–0 | —   | 0–0 |     |     |     | 1–0 |     |
| Red Bull Brasil |     | 0–2 |     |     |     |     |     | 5–1 | 1–3 |     | —   | 1–1 | 2–3 |     | 2–1 |     |
| Santo André     |     | 1–1 |     |     | 1–1 | 0–2 |     |     |     | 3–3 |     | —   | 0–1 |     | 0–1 |     |
| Santos          |     | 2–0 |     | 0–1 |     | 6–2 |     | 3–1 | 1–2 |     |     |     | —   |     |     | 1–3 |
| São Bento       |     | 0–0 | 0–1 |     |     | 0–1 |     |     |     | 1–2 | 1–0 |     | 0–2 | —   |     |     |
| São Bernardo    | 3–1 |     |     | 0–0 |     |     | 0–1 |     |     |     |     |     | 1–4 | 2–1 | —   | 0–1 |
| São Paulo       |     |     | 1–1 |     | 1–1 |     | 2–2 |     |     | 5–2 |     | 4–1 |     | 3–2 |     | —   |

| Vitória do mandante; Vitória do visitante; Empate. | Em vermelho os jogos da próxima rodada; Em negrito os jogos "clássicos". |

## Desempenho por rodada

### Grupo A
Clubes que lideraram o Grupo A ao final de cada rodada:
| 1   | 2   | 3   | 4   | 5   | 6   | 7   | 8   | 9   | 10  | 11  | 12  |
| COR | ITU | ITU | COR | COR | COR | COR | COR | COR | COR | COR | COR |

Clubes que ficaram na lanterna no Grupo A ao final de cada rodada:
| 1   | 2   | 3   | 4   | 5   | 6   | 7   | 8   | 9   | 10  | 11  | 12  |
| BOT | COR | SBE | BOT | SBE | SBE | ITU | ITU | SBE | SBE | SBE | SBE |

### Grupo B
Clubes que lideraram o Grupo B ao final de cada rodada:
| 1   | 2   | 3   | 4   | 5   | 6   | 7   | 8   | 9   | 10  | 11  | 12  |
| FER | SPA | SPA | SPA | SPA | SPA | SPA | SPA | SPA | SPA | LIN | SPA |

Clubes que ficaram na lanterna no Grupo B ao final de cada rodada:
| 1   | 2   | 3   | 4   | 5   | 6   | 7   | 8   | 9   | 10  | 11  | 12  |
| LIN | FER | FER | RBB | LIN | FER | FER | FER | FER | FER | FER | FER |

### Grupo C
Clubes que lideraram o Grupo C ao final de cada rodada:
| 1   | 2   | 3   | 4   | 5   | 6   | 7   | 8   | 9   | 10  | 11  | 12  |
| NOV | SAD | PAL | PAL | PAL | PAL | PAL | PAL | PAL | PAL | PAL | PAL |

Clubes que ficaram na lanterna no Grupo C ao final de cada rodada:
| 1   | 2   | 3   | 4   | 5   | 6   | 7   | 8   | 9   | 10  | 11  | 12  |
| SBN | SBN | SBN | SBN | SBN | SBN | SAD | SAD | SAD | SBN | SBN | SBN |

### Grupo D
Clubes que lideraram o Grupo D ao final de cada rodada:
| 1   | 2   | 3   | 4   | 5   | 6   | 7   | 8   | 9   | 10  | 11  | 12  |
| SAN | SAN | MIR | MIR | MIR | MIR | PON | PON | PON | SAN | SAN | SAN |

Clubes que ficaram na lanterna no Grupo D ao final de cada rodada:
| 1   | 2   | 3   | 4   | 5   | 6   | 7   | 8   | 9   | 10  | 11  | 12  |
| PON | PON | AUD | AUD | AUD | AUD | AUD | AUD | AUD | AUD | AUD | AUD |

## Fase final
Em itálico, os times que possuem o mando de campo no primeiro jogo do confronto e em negrito os times classificados.
- Os confrontos das semifinais são definidos de acordo com a classificação geral dos semifinalistas. Numa semifinal o time com a melhor campanha enfrenta o time com a quarta melhor campanha. Na outra, o time com a segunda melhor campanha enfrenta o time com a terceira melhor campanha.

|  | Quartas de final  | Quartas de final | Quartas de final | Quartas de final |   |             | Semifinais       | Semifinais       | Semifinais       | Semifinais       |  |             | Final                   | Final                   | Final                   | Final                   |  |  |
|  | 1 a 10 de abril   | 1 a 10 de abril  | 1 a 10 de abril  | 1 a 10 de abril  |   |             | 16 e 23 de abril | 16 e 23 de abril | 16 e 23 de abril | 16 e 23 de abril |  |             | 30 de abril e 7 de maio | 30 de abril e 7 de maio | 30 de abril e 7 de maio | 30 de abril e 7 de maio |  |  |
|  |                   |                  |                  |                  |   |             |                  |                  |                  |                  |  |             |                         |                         |                         |                         |  |  |
|  | Ponte Preta (pen) | 1                | 0                | 1 (5)            |   |             |                  |                  |                  |                  |  |             |                         |                         |                         |                         |  |  |
|  | Santos            | 0                | 1                | 1 (4)            |   |             |                  |                  |                  |                  |  |             |                         |                         |                         |                         |  |  |
|  | Santos            | 0                | 1                | 1 (4)            |   | Ponte Preta | 3                | 0                | 3                |                  |  |             |                         |                         |                         |                         |  |  |
|  |                   |                  |                  |                  |   | Ponte Preta | 3                | 0                | 3                |                  |  |             |                         |                         |                         |                         |  |  |
|  |                   | Palmeiras        | 0                | 1                | 1 |             |                  |                  |                  |                  |  |             |                         |                         |                         |                         |  |  |
|  | Novorizontino     | Palmeiras        | 0                | 1                | 1 | 1           | 0                | 1                |                  |                  |  |             |                         |                         |                         |                         |  |  |
|  | Novorizontino     |                  |                  |                  |   | 1           | 0                | 1                |                  |                  |  |             |                         |                         |                         |                         |  |  |
|  | Palmeiras         | 3                | 3                | 6                |   |             |                  |                  |                  |                  |  |             |                         |                         |                         |                         |  |  |
|  | Palmeiras         | 3                | 3                | 6                |   |             |                  |                  |                  |                  |  | Ponte Preta | 0                       | 1                       | 1                       |                         |  |  |
|  |                   |                  |                  |                  |   |             |                  |                  |                  |                  |  | Ponte Preta | 0                       | 1                       | 1                       |                         |  |  |
|  |                   | Corinthians      | 3                | 1                | 4 |             |                  |                  |                  |                  |  |             |                         |                         |                         |                         |  |  |
|  | Linense           | Corinthians      | 3                | 1                | 4 | 0           | 0                | 0                |                  |                  |  |             |                         |                         |                         |                         |  |  |
|  | Linense           |                  |                  |                  |   | 0           | 0                | 0                |                  |                  |  |             |                         |                         |                         |                         |  |  |
|  | São Paulo         | 2                | 5                | 7                |   |             |                  |                  |                  |                  |  |             |                         |                         |                         |                         |  |  |
|  | São Paulo         | 2                | 5                | 7                |   | São Paulo   | 0                | 1                | 1                |                  |  |             |                         |                         |                         |                         |  |  |
|  |                   |                  |                  |                  |   | São Paulo   | 0                | 1                | 1                |                  |  |             |                         |                         |                         |                         |  |  |
|  |                   | Corinthians      | 2                | 1                | 3 |             |                  |                  |                  |                  |  |             |                         |                         |                         |                         |  |  |
|  | Botafogo-SP       | Corinthians      | 2                | 1                | 3 | 0           | 0                | 0                |                  |                  |  |             |                         |                         |                         |                         |  |  |
|  | Botafogo-SP       |                  |                  |                  |   | 0           | 0                | 0                |                  |                  |  |             |                         |                         |                         |                         |  |  |
|  | Corinthians       | 0                | 1                | 1                |   |             |                  |                  |                  |                  |  |             |                         |                         |                         |                         |  |  |

## Campeonato do Interior

### Grupo A
|  | v d e |

### Grupo B
|  | v d e |

### Confrontos (Troféu do Interior)
|                 | FER | ITU | MIR | RBB | SBN | SAD |
| --------------- | --- | --- | --- | --- | --- | --- |
| Ferroviária     | —   |     |     |     | 2–2 |     |
| Ituano          | 0–3 | —   |     |     |     | 1–1 |
| Mirassol        |     | 0–1 | —   | 3–1 |     |     |
| Red Bull Brasil | 4–1 |     |     | —   |     |     |
| São Bento       |     |     | 1–1 |     | —   |     |
| Santo André     |     |     |     | 2–0 | 1–1 | —   |

| Vitória do mandante; Vitória do visitante; Empate. | Em vermelho os jogos da próxima rodada; |

### Final
Jogo de Ida
| 21 de abril | Ituano     | 1 – 0 | Santo André | Estádio Novelli Júnior, Itu |
| 16:00       | Ronaldo 3' |       |             |                             |

Jogo de Volta
| 28 de abril | Santo André       | 1 – 1 | Ituano      | Estádio Bruno José Daniel, Santo André |
| 21:00       | David Ribeiro 50' |       | 44' Naylhor |                                        |

## Premiação
| Campeonato Paulista de Futebol de 2017 |
| -------------------------------------- |

| Campeão Paulista 2017            |
| São Paulo                        |
| -------------------------------- |
| Corinthians Campeão (28° título) |

| Campeão do Interior 2017   |
| Itu                        |
| -------------------------- |
| Ituano Campeão (1° título) |

## Classificação geral

### Campeonato Paulista
Os times rebaixados são definidos pela classificação geral e não pela classificação de seus respectivos grupos.
Legenda
|                      |  |
| Campeão Vice-campeão |  |

|                                                           |  |
| Eliminados nas semifinais Eliminados nas quartas de final |  |

| Eliminados na primeira fase Rebaixados |

### Campeonato do Interior
Legenda
|                      |  |
| Campeão Vice-campeão |  |

| Eliminados na primeira fase |

## Artilharia
Atualizado até 25 de abril de 2017
| Pos. | Jogador         | Equipe        | Gols |
| ---- | --------------- | ------------- | ---- |
| 1    | Gilberto        | São Paulo     | 9    |
| 1    | William Pottker | Ponte Preta   | 9    |
| 3    | Henan           | Santo André   | 7    |
| 3    | Lucca           | Ponte Preta   | 7    |
| 5    | Jô              | Corinthians   | 6    |
| 6    | Christian Cueva | São Paulo     | 5    |
| 6    | Lucas Pratto    | São Paulo     | 5    |
| 6    | Roberto         | Novorizontino | 5    |
| 6    | Willian         | Palmeiras     | 5    |
| 6    | Xuxa            | Mirassol      | 5    |

## Mudança de técnicos
| Clube         | Antecessor        | Motivo   | Data            | Última partida                      | Rod. | Pos.         | Sucessor         | Ref.          |
| ------------- | ----------------- | -------- | --------------- | ----------------------------------- | ---- | ------------ | ---------------- | ------------- |
| Ferroviária   | Picoli            | Demitido | 14 de fevereiro | Ferroviária 1–3 Mirassol            | 2ª   | 4° (Grupo B) | PC Oliveira      | [ 7 ] [ 8 ]   |
| Linense       | Guilherme Alves   | Demitido | 20 de fevereiro | Linense 0–4 Palmeiras               | 4ª   | 4° (Grupo B) | Márcio Fernandes | [ 9 ] [ 10 ]  |
| Santo André   | Toninho Cecílio   | Demitido | 25 de fevereiro | Santo André 0–2 Linense             | 6ª   | 3° (Grupo C) | Sérgio Soares    | [ 11 ] [ 12 ] |
| Ponte Preta   | Felipe Moreira    | Demitido | 3 de março      | Ponte Preta 1–1 (4–5 p) Cuiabá[CBr] | 6ª   | 2° (Grupo D) | Gilson Kleina    | [ 13 ]        |
| Novorizontino | Júnior Rocha      | Demitido | 5 de março      | Linense 3–2 Novorizontino           | 7ª   | 3° (Grupo C) | Paulo Silas      | [ 14 ] [ 15 ] |
| Ituano        | Tarcísio Pugliese | Demitido | 8 de março      | Ituano 0–1 Ponte Preta              | 7ª   | 4° (Grupo A) | Roque Júnior     | [ 16 ] [ 17 ] |

- CBr ^  Partida válida pela Copa do Brasil.

## Seleção do campeonato
| Posição          | Jogador         | Clube       |
| Goleiro          | Aranha          | Ponte Preta |
| Lateral-direito  | Fagner          | Corinthians |
| Zagueiro         | Pablo           | Corinthians |
| Zagueiro         | Yerry Mina      | Palmeiras   |
| Lateral-esquerdo | Guilherme Arana | Corinthians |
| Volante          | Fernando Bob    | Ponte Preta |
| Volante          | Felipe Melo     | Palmeiras   |
| Meia             | Rodriguinho     | Corinthians |
| Meia             | Cueva           | São Paulo   |
| Atacante         | William Pottker | Ponte Preta |
| Atacante         | Jô              | Corinthians |
| Técnico          | Fábio Carille   | Corinthians |
| ---------------- | --------------- | ----------- |

- Revelação: Clayson (Ponte Preta)
- Craque da Galera: Jô (Corinthians)
- Craque do Interior: William Pottker (Ponte Preta)
- Craque do Campeonato: William Pottker (Ponte Preta)

Fonte:

## Público

### Maiores públicos
Esses são os dez maiores públicos do Campeonato:
- PP. ^ Considera-se apenas o público pagante

### Menores públicos
Esses são os dez menores públicos do Campeonato:
- PP. ^ Considera-se apenas o público pagante

### Média como mandante
| Pos.  | Time            | Média  | Total   | Mandos | Maior  | Menor  |
| ----- | --------------- | ------ | ------- | ------ | ------ | ------ |
| 1     | São Paulo       | 32.229 | 193.373 | 6      | 51.869 | 11.886 |
| 2     | Palmeiras       | 26.637 | 159.820 | 6      | 39.086 | 21.488 |
| 3     | Corinthians     | 24.519 | 171.629 | 7      | 46.017 | 11.708 |
| 4     | Santos          | 12.987 | 77.923  | 6      | 33.236 | 3.195  |
| 5     | Botafogo-SP     | 7.114  | 49.800  | 7      | 16.218 | 3.340  |
| 6     | Ponte Preta     | 6.355  | 44.488  | 7      | 11.545 | 2.823  |
| 7     | Red Bull Brasil | 5.485  | 32.914  | 6      | 20.412 | 332    |
| 8     | Linense         | 5.157  | 36.100  | 7      | 15.480 | 1.233  |
| 9     | Novorizontino   | 5.068  | 35.479  | 7      | 9.229  | 2.555  |
| 10    | Mirassol        | 3.806  | 26.640  | 7      | 8.961  | 1.105  |
| 11    | Audax           | 3.777  | 22.659  | 6      | 7.093  | 1.585  |
| 12    | São Bernardo    | 3.733  | 22.397  | 6      | 6.716  | 1.971  |
| 13    | São Bento       | 3.697  | 22.182  | 6      | 6.992  | 1.527  |
| 14    | Ituano          | 3.330  | 18.978  | 6      | 11.962 | 995    |
| 15    | Santo André     | 3.155  | 22.083  | 7      | 9.286  | 1.038  |
| 16    | Ferroviária     | 2.448  | 17.133  | 7      | 7.572  | 859    |
| Total | Total           | 8.499  | 875.354 | 103    | 51.869 | 332    |

## Transmissão
A Rede Globo detém todos os direitos de transmissão para a temporada de 2017 pela TV aberta.

### Jogos transmitidos pelaRede Globopara o estado de SP

#### 1ª FASE - 2017
- 1ª rodada - Palmeiras 1–0 Botafogo-SP - 5 de fevereiro (Dom) - 17:00
- 2ª rodada - São Paulo 5–2 Ponte Preta - 12 de fevereiro (Dom) - 17:00
- 3ª rodada - Santos 1–3 São Paulo - 15 de fevereiro (Qua) - 21:45
- 4ª rodada - Linense 0–4 Palmeiras - 19 de fevereiro (Dom) - 17:00
- 5ª rodada - Corinthians 1–0 Palmeiras - 22 de fevereiro (Qua) - 21:45
- 6ª rodada - Palmeiras 4–1 Ferroviária - 25 de fevereiro (Sáb) - 16:30
- 7ª rodada - São Paulo 4–1 Santo André - 5 de março (Dom) - 16:00
- 8ª rodada - Ponte Preta 1–1 Corinthians - 12 de março (Dom) - 16:00
- 9ª rodada - Ferroviária 1–0 Corinthians - 19 de março (Dom) - 16:00
- 10ª rodada - Botafogo-SP 1–1 São Paulo - 22 de março (Qua) - 21:45
- 11ª rodada - São Paulo 1–1 Corinthians - 26 de março (Dom) - 16:00
- 12ª rodada - Ponte Preta 1–0 Palmeiras - 29 de março (Qua) - 21:45

#### QUARTAS DE FINAL 2017
- 1ª rodada(ida) - Linense 0–2 São Paulo - 2 de abril (Dom) - 16:00
- 2ª rodada(volta) - Corinthians 1–0 Botafogo-SP - 9 de abril (Dom) - 16:00

#### SEMIFINAL 2017
- 1ª rodada(ida) - Ponte Preta 3–0 Palmeiras - 16 de abril (Dom) - 16:00
- 2ª rodada(volta) Corinthians 1–1 São Paulo - 23 de abril (Dom) - 16:00

#### Final 2017
- 1ª rodada(ida) - Ponte Preta 0–3 Corinthians - 30 de abril (Dom) - 16:00
- 2ª rodada(volta) Corinthians 1–1 Ponte Preta - 7 de maio (Dom) - 16:00

#### Transmissões na tv aberta por time
| Clube       | 1ª fase | Fase mata-mata (Quartas de final, semifinal e final) | Total |
| ----------- | ------- | ---------------------------------------------------- | ----- |
| Corinthians | 4       | 4                                                    | 8     |
| São Paulo   | 5       | 2                                                    | 7     |
| Palmeiras   | 5       | 1                                                    | 6     |
| Ponte Preta | 3       | 3                                                    | 6     |
| Botafogo-SP | 2       | 1                                                    | 3     |
| Ferroviária | 2       | 0                                                    | 2     |
| Linense     | 1       | 1                                                    | 2     |
| Santos      | 1       | 0                                                    | 1     |
| Santo André | 1       | 0                                                    | 1     |